# 바오닌
필명인 바오닌(Bảo Ninh / 保寧, 1952년 10월 18일 -)으로 주로 알려진 호앙아우프엉(Hoàng Ấu Phương / 黃幼芳, 실명)은 베트남의 소설가이다. 장편 및 단편 소설을 썼다. 바오닌이 베트남 전쟁 에 참전한 경험을 바탕으로 쓴 자전적 소설 《전쟁의 슬픔》은 출간되자마자 베트남 작가협회 최고작품상을 받고 2012년까지 15개 이상의 언어로 번역될 정도로 베트남 내외에서 유명세를 얻었다.

## 생애
바오닌은 1952년 10월 18일 응에안 성에서 태어났다. 바오의 가족은 처음부터 여기 살던 것은 아니며, 선조는 꽝빈 성에서 이주해 왔다. 17세가 되던 1969년에 쭈반안 고등학교를 졸업하고 베트남 전쟁에 베트남인민군으로 자원입대하였다. 첫 전투에서 배속된 소대 의 대원들이 전투 중 대거 전사하여 참전 5개월 만에 하사로 진급하였으며, 그 후 6년 간 전쟁이 끝날 때까지 소대 지휘관으로 최전선에서 전투에 참여하였다. 전쟁이 끝난 후에는 응우옌주 문학 학교에 입학하여 글쓰기를 시작하였으며, 1991년 첫 장편 《전쟁의 슬픔》을 발표하였다.